# 華星雷射首選猛碟第一輯
《華星雷射首選猛碟第一輯》是香港首張以鐳射唱片（Compact disc）形式推出的粵語精選唱片。
1983年由日本三洋電機SANYO生產，香港華星唱片發行，產品編號為CD-02-1001。
專集選曲由黎小田和趙文海兩位著名唱片監製擔任，專集封面意念及設計由著名設計師陳幼堅設計。
因當時鐳射唱片(CD)在香港尚未普及而其生產量又極為小量，現時已成為同類型音樂產物中極罕有的收藏品之一。

## 曲目
| 曲目 | 歌名           | 歌手   |
| ---- | -------------- | ------ |
| 01   | 赤的疑惑       | 梅艷芳 |
| 02   | 心債           | 梅艷芳 |
| 03   | 交出我的心     | 梅艷芳 |
| 04   | 迎風上路       | 梅艷芳 |
| 05   | 風繼續吹       | 張國榮 |
| 06   | 默默向上游     | 張國榮 |
| 07   | 讓我飛         | 張國榮 |
| 08   | 人生的鼓手     | 張國榮 |
| 09   | 再見十九歲     | 陳美齡 |
| 10   | 珍珠淚         | 陳美齡 |
| 11   | 舞會後         | 陳美齡 |
| 12   | 香港香港       | 陳美齡 |
| 13   | 無言地等       | 陳潔靈 |
| 14   | 我熱愛香港     | 陳潔靈 |
| 15   | 拋開往日事     | 陳潔靈 |
| 16   | 我仍是一往情深 | 陳潔靈 |